# IC 25
IC 25 ist eine linsenförmige Galaxie vom Hubble-Typ S0 im Sternbild Walfisch südlich der Ekliptik. Sie ist schätzungsweise 265 Millionen Lichtjahre von der Milchstraße entfernt und hat einen Durchmesser von etwa 60.000 Lj.

Im selben Himmelsareal befinden sich u. a. die Galaxien IC 15 und IC 21.
Das Objekt wurde am 27. August 1892 vom französischen Astronomen Stéphane Javelle entdeckt.